# 印第安普雷里鎮區 (伊利諾伊州韋恩縣)
印第安普雷里鎮區（英語：Indian Prairie Township）是位於美國伊利諾伊州韋恩縣的一個行政鎮區。

## 地方資料
根據2010年美國人口普查的數據，印第安普雷里鎮區的面積為97.30平方千米，當中陸地面積為96.70平方千米，而水域面積為0.60平方千米。當地共有人口609人，而人口密度為每平方千米6.26人。